# Ramal CC11 del Ferrocarril Belgrano
El Ramal CC11 pertenece al Ferrocarril General Belgrano, Argentina.

## Ubicación
Se halla en la provincia de Santiago del Estero.

## Características
Es un ramal de la red de vía estrecha del Ferrocarril General Belgrano, cuya extensión es de 161,4 km entre las cabeceras Frías y Santiago CC.

## Historia
Fue inaugurado el 23 de agosto de 1884, construido por el Ferrocarril Central Norte Argentino. fue un proyecto, entre otros, de Absalón Rojas como diputado nacional en 1880; cuyo objetivo fue establecer la comunicación de la capital a través de un ramal desde Frías hasta el F. C. Córdoba-Tucumán; consiguió 
la sanción parlamentaria del ramal Frías-Santiago en 1882. 
Luego fue privatizada, la firma británica Hume Hnos. adquirió y la transfirió, en 1889, a The Cordoba Central Railway Company Limited. Para más tarde, tras una inversión del estado benefactor, volver a ser nacional. 
Fue clausurado a comienzos de 1978.